# Upside Down (canción de Jack Johnson)
«Upside Down» es una canción escrito del cantante estadounidense Jack Johnson se trata de la primera pista del álbum Sing-A-Longs and Lullabies for the Film Curious George,  que fue lanzado en febrero de 2006. También fue lanzado como sencillo en febrero de 2006. Alcanzó el puesto #38 en el Billboard Hot 100 y fue el único en Estados Unidos. Top 40 hit de Johnson hasta "You and Your Heart" en 2010. Lanzado como sencillo en el Reino Unido el 22 de mayo de 2006, debutó en la posición #45 en la lista de UK Singles Chart, el día antes de su lanzamiento físico a través de solos ventas de descargas. A la semana siguiente, se convirtió en el segundo UK Top 40 la entrada de Jack Johnson, alcanzando el puesto #30. Ha sido certificado Platino por la RIAA por ventas de más de 1 millones en los Estados Unidos solamente.

## Lista de canciones

### Sencillo en CD
1. «Upside Down»
2. «Breakdown»

## Posicionamiento en listas
| Listas (2006)                     | Mejor posición |
| --------------------------------- | -------------- |
| Austrian Singles Chart            | 36             |
| Canadian Singles Chart            | 9              |
| German Media Control Charts       | 54             |
| Japan Oricon Singles Chart        | 20             |
| Netherlands (Mega Single Top 100) | 56             |
| New Zealand RIANZ Singles Chart   | 22             |
| UK Singles Chart                  | 30             |
| US Billboard Hot 100              | 38             |
| US Billboard Alternative Songs    | 25             |
| US Billboard Adult Pop Songs      | 9              |
| US Billboard Adult Contemporary   | 23             |
| US Billboard Jazz Songs           | 39             |

### Certificaciones
| País   | Certificaciones |
| ------ | --------------- |
| Brasil | Oro             |